# Kawai Asuna
Kawai Asuna (河合 あすな (Hà-Hợp Minh-Nhật-Thái) 21 tháng 3 năm 1998 –) là một nữ diễn viên khiêu dâm người Nhật Bản. Cô từng là thần tượng áo tắm. Cô cao 158 cm, có cỡ chân là 24 cm, và số đo ba vòng là 88-59-89. Cô thuộc về công ti T-POWERS. Danh hiệu của cô là "Smile Boing" và "Bộ ngực thần thánh cuối cùng của thời kì Bình Thành".

## Sự nghiệp
Cô sinh ra tại Saitama. Khi vào năm ba cấp hai cô bát đầu lo lắng về cỡ ngực của bản thân, và cô đã mặc áo nịt ngực đến trường vì cô không thích điều đó.
Năm 2017, cô ra mắt với tư cách là thần tượng áo tắm, và xuất hiện lần đầu trên truyền thông vào ngày 18/12 cùng năm trong chương trình "Ảo tưởng ngày thứ hai" (AbemaTV). Khi cô đến góc quay của mục thi đấu số lần ngực nảy lên xuống với máy đếm khi mặc áo tắm trong cùng chương trình, cô gây ra một sự cố phát sóng trong đó áo tắm bị bung ra vì quán tính quá mạnh. Mặc dù cô đã có miếng dán ngực để làm cho phần trên của ngực không bị lộ ra, điều đó trở thành chủ đề được bàn tán sôi nổi và tên tuổi của cô được lan truyền nhiều hơn.
7/1/2018, cô ra mắt ngành phim khiêu dâm trên trang web video trực tuyến Shirōto TV dưới tên "Asuna 19 tuổi". Ngoài ra, ảnh áo tắm khỏa thân của cô được đăng trên Shūkan Taishō (số ngày 12/2/2018) và Asahi Geinō (số ngày 1/3/2018).
Tháng 2/2018, cô thông báo chính thức sẽ ra mắt ngành với tư cách là nữ diễn viên khiêu dâm của Prestige. Cô xếp thứ 1 lần đầu tiên trong các bảng xếp hạng mua sắm trực tuyến như bảng xếp hạng nội dung khiêu dâm amazon hay DMM.R18.
1/3/2019, cô được đề cử cho giải Nữ diễn viên mới xuất sắc nhất tại Giải thưởng phim người lớn FANZA 2019. Cô đã nhận giải vào ngày 12/5.
1/8/2020, cô xếp thứ 1 trong cuộc khảo sát "Nữ diễn viên khiêu dâm nào có ngực lí tưởng" của MANGO, một kênh phương tiện khiêu dâm của GeoTV. Tháng 12/2020, cô xếp thứ 25 (thứ 6 trong hạng mục ngực lớn) trong bảng "FLASH 2020 BEST100 diễn viên đang hoạt động gợi cảm nhất" được bầu chọn bởi độc giả.
Tháng 4/2021, cô xếp thứ 18 trong bảng "bầu cử nữ diễn viên phim khiêu dâm SEXY đang hoạt động 2021" của Asahi Geino. Tháng 8 cùng năm, cô xếp thứ 15 trong "Bảng xếp hạng FLASH 2021 diễn viên nữ gợi cảm chọn bởi 300 độc giả".
Tháng 5/2023, cô xếp thứ 10 trong bảng "bầu cử nữ diễn viên phim khiêu dâm SEXY đang hoạt động 2023" của Asahi Geinō.

## Đời tư
Nhóm máu của cô là O. Sở thích của cô là xem phim kinh dị. Sau khi thấy Sakura Mana trên truyền hình, cô có hứng thú với các nữ diễn viên gợi cảm và bị ảnh hưởng bởi Asuka Kirara và Ōtori Kaname, và sau khi vào ngành, cô được đặt cho hai cái tên "Dòng sữa thần thành cuối cùng của thời kì Bình Thành (Kaibutsu)" và "Dòng sữa thần thành cuối cùng của thời kì Bình Thành".
Lần đầu cô quan hệ tình dục là vào năm 18 tuổi, khi cô không bắt kịp chuyến tàu cùng với người bạn cùng lớp cô đang hẹn hò, nhưng cô nói rằng cơ quan sinh dục người bạn đó quá nhỏ để có cảm giác nào. Vì điều này, không có sự đau đớn hay khoái cảm nào khi quan hệ, và cô chỉ nhận ra điều đó khi thấy người bạn đó ngất đi. Sau đó, cô quan hệ với 3 người khác trước khi vào ngành. 
Tên diễn của cô được đặt bởi người quản lí. Tên đó bắt nguồn từ biệt danh đặt cho người dẫn chương trình truyền hình "Ā ~ Īssuna ~ Asuna" (ああ～いいっすな～あすな).